# 內田小紋石蛾
內田小紋石蛾（学名：Cheumatopsyche wuchidai）为紋石蛾科合脈石蛾屬下的一个种。